# Улица Зорге (Москва)
Улица Зо́рге — улица на территории района Сокол и Хорошёвского района Северного административного округа города Москвы.
С 2015 года на улице осуществлялось одностороннее движение (в сторону Песчаного путепровода).
С 10 июня 2017 года на улице восстановлено двустороннее движение.

## Расположение
Улица начинается от Хорошёвского шоссе, идёт на север параллельно улице Куусинена и заканчивается на пересечении с улицей Алабяна.

## Происхождение названия
Первоначальное название — 2-я Хорошёвская улица — от Хорошёвского шоссе. В 1964 году названа в честь Героя Советского Союза, разведчика Рихарда Зорге (1895—1944), в 1944 году арестованного и казнённого в Японии. На пересечении улицы с Хорошёвским шоссе установлен памятник Зорге.

## Застройка
Нечётную сторону занимает преимущественно промышленная застройка, чётная застроена во 2-й пол. 1950-х годов каркасно-панельными домами с экспериментальной планировкой (архитектор М. Посохин).

### Чётная сторона
- дом № 4 — школа № 141
- дом № 10 — редакция журнала «Оборона России»

### Нечётная сторона
- дом № 1 — в советское время — издательство Воениздат

## Автомобильные дороги
В 2000-х годах проект строительства Четвертого транспортного кольца предусматривал, что участок новой автомагистрали пройдёт по улице Зорге. В 2011 году было решено отказаться от этого проекта в пользу Северо-Западной хорды, которая должна будет пройти по соседней улице Алабяна.

## В кино
- В сериале «Побег» Константин Галдаев (работник спецорганов) живет по адресу: Москва, улица Зорге, дом № 8.